# Miniopterus
Miniopterus is het enige geslacht van de Miniopteridae, een familie van vleermuizen. Deze familie is nauw verwant aan de gladneuzen en wordt daar vaak ook toe gerekend. Er bestaan zo'n veertig soorten; de taxonomie is vrij controversieel. De familie komt voor van Europa en Afrika tot Japan en Australië.

## Soorten
Het geslacht omvat de volgende soorten:
- Miniopterus aelleni Goodman et al., 2009
- Miniopterus africanus Sanborn, 1936
- Miniopterus ambohitrensis Goodman et al., 2015
- Miniopterus arenarius E. Heller, 1912
- Miniopterus australis Tomes, 1858
- Miniopterus brachytragos Goodman et al., 2009
- Miniopterus egeri Goodman et al., 2011
- Miniopterus eschscholtzii (G. R. Waterhouse, 1845)
- Miniopterus fraterculus O. Thomas & Schwann, 1906
- Miniopterus fuliginosus (Hodgson, 1835)
- Miniopterus fuscus Bonhote, 1902
- Miniopterus gleni Peterson, Eger, & Mitchell, 1995
- Miniopterus griffithsi Goodman et al., 2010
- Miniopterus griveaudi D. L. Harrison, 1959
- Miniopterus inflatus O. Thomas, 1903
- Miniopterus macrocneme Revilliod, 1914
- Miniopterus maghrebensis Puechmaille et al., 2014
- Miniopterus magnater Sanborn, 1931
- Miniopterus mahafaliensis Goodman et al., 2009
- Miniopterus majori O. Thomas, 1906
- Miniopterus manavi O. Thomas, 1906
- Miniopterus medius O. Thomas & Wroughton, 1909
- Miniopterus minor Peters, 1867
- Miniopterus mossambicus Monadjem et al., 2013
- Miniopterus natalensis (A. Smith, 1833)
- Miniopterus newtoni du Bocage, 1889
- Miniopterus nimbae Monadjem et al., 2020
- Miniopterus orianae O. Thomas, 1922
- Miniopterus pallidus O. Thomas, 1907
- Miniopterus paululus Hollister, 1913
- Miniopterus petersoni Goodman et al., 2008
- Miniopterus phillipsi Kusuminda et al., 2022
- Miniopterus pusillus Dobson, 1876
- Miniopterus robustior Revilliod, 1914
- Miniopterus schreibersii (Kuhl, 1817) – Langvleugelvleermuis
- Miniopterus shortridgei Laurie & J. Edwards Hill, 1957
- Miniopterus sororculus Goodman et al., 2007
- Miniopterus srinii B. Srinivasulu & A. Srinivasulu, 2023
- Miniopterus tristis (G. R. Waterhouse, 1845)
- Miniopterus villiersi Aellen, 1956
- Miniopterus wilsoni Monadjem et al., 2020

Vleerhonden · Kitti's varkensneusvleermuis · Klapneusvleermuizen · Reuzenoorvleermuizen · Hoefijzerneuzen · Bladneusvleermuizen van de Oude Wereld · Spleetneusvleermuizen · Schedestaartvleermuizen · Nieuw-Zeelandse vleermuizen · Hechtschijfvleermuizen · Furievleermuizen · Hazenlipvleermuizen · Plooilipvleermuizen · Bladneusvleermuizen van de Nieuwe Wereld · Trechteroorvleermuizen · Zuigschijfvleermuizen · Bulvleermuizen · Miniopteridae · Gladneuzen